# Francisco Tatad
Francisco Sarmiento Tatad, detto Kit (Gigmoto, 4 ottobre 1939), è un politico e giornalista filippino.
È noto per essere stato Ministro della Pubblica Informazione delle Filippine dal 1969 al 1980, nel corso dell'amministrazione di Ferdinand Marcos, e più tardi membro del Senato dal 1992 al 2001.
Quando ricevette la carica di Ministro dell'Informazione all'età di 28 anni, divenne il più giovane membro del gabinetto presidenziale di Marcos. Fu inoltre il primo ad annunciare la dichiarazione di legge marziale nel paese il 23 settembre 1972, quando rivolse un discorso al popolo alle tre del pomeriggio, cinque ore prima che Marcos stesso giustificasse la sua scelta di imporre la legge. Mentre ricopriva la carica di Ministro, Tatad fu inoltre membro dell'Assemblea Nazionale Regolare.
Dopo essere stato eletto al Senato, ne divenne il leader della maggioranza dal 1996 al 1998 e nuovamente dal 2000 al 2001. Nel medesimo anno, fu bersaglio di numerose critiche quando divenne uno degli undici senatori a votare contro l'apertura di una busta contenente prove che incriminavano l'allora Presidente Joseph Estrada in uno scandalo di corruzione; tale evento diede enorme spinta alla seconda rivoluzione EDSA.

## Biografia
Tatad nacque il 4 ottobre 1939 a Gigmoto, nella provincia di Catanduanes. Studiò dapprima presso la Gigmoto Elementary School. Più tardi la famiglia si trasferì a Manila ed egli proseguì la sua istruzione al Collegio di Roosevelt di Cubao, Quezon. Successivamente studiò Filosofia all'Università di Santo Tomás.